# Roodhalsgans
De roodhalsgans (Branta ruficollis) is een kleurrijke gans die een wintergast is aan de Zwarte Zee en een dwaalgast in het westen.

## Beschrijving
Uiterlijke kenmerken
Het lichaam is zwart en in tweeën gedeeld door een witte flankstreep. De borst en het gezicht hebben een roestrode kleur en het hoofd heeft een bont gezichtspatroon. De kleine zwarte snavel en de dunne nek vallen sterk op.
Maten en gewichten Deze vogel wordt ongeveer 53 tot 55 centimeter groot. De grootte van één vleugel bedraagt 332-379 millimeter. De grootte van de snavel bedraagt 22-27 millimeter en hij weegt ongeveer 1058-1625 gram.
Geluid Hoog, scherp geluid dat klinkt als kiek-oekiek.

## Verspreiding, migratie en leefgebied
Een enkele broedplaats in noordelijk Centraal-Siberië. Overwintert aan de Kaspische Zee en de Zwarte Zee.
Deze vogel maakt grote trektochten van Siberië en Rusland naar de Kaspische Zee, Bulgarije en Roemenië. Het aantal varieert van jaar tot jaar. De vogel broedt in de hoogarctische toendra langs rivieren en in veenmoerassen. In de overwinteringsgebieden verblijven de ganzen op graslanden en ondergelopen land.
Voedsel Het voedsel van deze vogel bestaat voornamelijk uit gras en zaden.
Voortplanting Drie tot acht crèmekleurige eieren die in een kommetje boven op een klif worden gelegd. Ze worden door het vrouwtje uitgebroed. De met dons bedekte jongen kunnen na een maand vliegen.

## Voorkomen in Nederland
Nederland ligt weliswaar ver buiten het overwinteringsgebied, maar toch bereiken elke winter enkele tientallen vogels Nederland doordat ze meeliften met andere ganzen.

## Status
De grootte van de populatie werd in 2010 door BirdLife International geschat op hoogstens 56.860 individuen en de populatie-aantallen nemen af. De vogel lijdt vooral onder (illegale) jacht en de verstoring die (legale) jacht op andere soorten ganzen veroorzaakt in de overwinteringsgebieden in Oost-Europa. Daarnaast zijn er allerlei landbouwkundige veranderingen zoals overstappen op andere teelten dan wintertarwe, die het leefgebied in de overwinteringsgebieden aantasten. De aantallen vertonen echter grote fluctuaties en in sommige gebieden wordt soms ook een toename waargenomen. Sinds 2015 staat deze gans daarom niet meer als bedreigd, maar als kwetsbaar op de Rode Lijst van de IUCN.

## Roodhalsganzen als parkganzen
Tamme roodhalsganzen werden samen met andere watervogels, zoals harlekijneenden, als parkgans en siervogel in en rond vijvers van grote tuinen en parken gehouden.